# Izabela z Angoulême
Izabela z Angoulême, fr. Isabelle d’Angoulême, ang. Isabella of Angoulême (ur. ok. 1187, zm. 31 maja 1246) – hrabina Angoulême i królowa Anglii.
Była jedyną córką i następczynią Aimera Taillefer, hrabiego Angoulême, i Alicji z Courtenay (córki Piotra I dziedzica rodu Courtenay). Została suwerenną władczynią Angoulême w 1202, kiedy była już królową Anglii. Jej ślub z królem Janem bez Ziemi miał bowiem miejsce 24 sierpnia 1200, w Bordeaux, zaraz po tym jak jej mąż anulował swoje pierwsze małżeństwo (z Avisą z Gloucester). W momencie ślubu Izabela miała około 13 lat, ale była już znana z powodu swojej urody, i współcześni historycy nazywają ją czasem Heleną Średniowiecza.
Jej małżeństwo z Janem nie było szczęśliwe, ponieważ Izabela była znacznie młodsza od swojego męża. Przed tym ślubem Izabela była zaręczona z Hugonem IX z Lusignan, hrabią La Marche. Ponieważ zaręczyny zostały zerwane król Francji – Filip August – skonfiskował wszystkie francuskie ziemie Jana bez Ziemi i Izabeli. Kiedy Jan zmarł w 1216 jego żona miała zaledwie około 29 lat. Wróciła do ojczyzny i w 1220 poślubiła syna swojego dawnego narzeczonego, Hugona X.

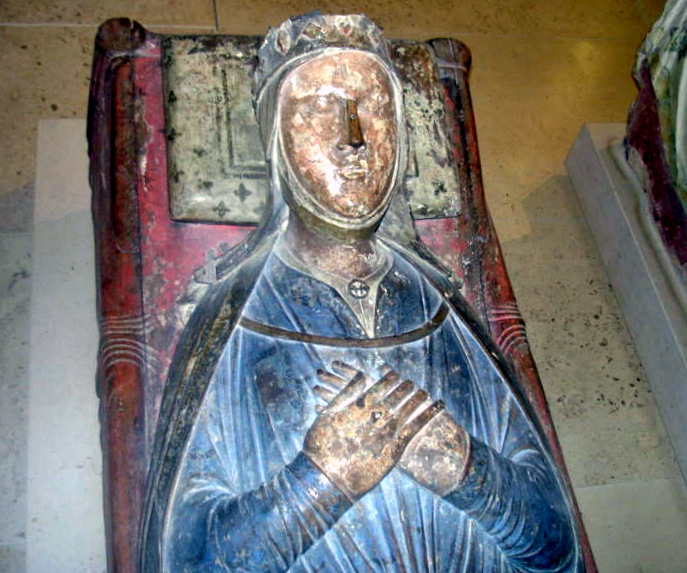
Nagrobek Izabeli w Fontevraud

W 1244 została oskarżona o spiskowanie przeciwko francuskiemu królowi i uciekła do opactwa Fontevraud – tam zmarła 31 maja 1246. Tam też została pochowana. Po tym wydarzeniu większość jej dzieci, nie mając przyszłości we Francji przeniosło się do Anglii na dwór ich przyrodniego brata – króla Henryka III Plantageneta.

## Życie prywatne
Z pierwszego małżeństwa Izabela miała pięcioro dzieci, w tym: 
- Henryka III (1207–1272), króla Anglii,
- Ryszarda z Kornwalii (1209–1272), antykróla Niemiec, 3-krotnie żonatego w tym z Sanchią Prowansalską (siostrą dwóch królowych: Małgorzaty i Eleonory),
- Joannę Angielską (1210–1238), od 1221 żonę Aleksandra II – króla Szkocji,
- Izabelę Angielską (1214–1241), od 1235 żonę Fryderyka II – cesarza rzymskiego,
- Eleonorę Angielską (1215–1275), od 1224 żonę Wilhelma Pembroke'a, a od 1239 Szymona V de Montfort – hrabiego Leicester.

Z drugim mężem Izabela miała dziewięcioro dzieci, w tym:
- Hugona XI de Lusignan, hrabiego La Marche i hrabiego Angoulême (1221–1250),
- Aimera de Valence, biskupa Winchester (1222–1260),
- Agnieszkę de Lusignan (1223–1269), żonę Wilhelma II de Chauvigny,
- Alicję de Lusignan (1224–1256), żonę Jana de Warenne, 7. earla Surrey,
- Gwidona de Lusignan, pana na Cognac (zm. 1264, w bitwie pod Lewes lub w 1269),
- Godfryda de Lusignan (zm. 1274), od 1259 męża Joanny, wicehrabiny Châtellerault,
- Wilhelma de Valence, hrabiego Wexford, 1. earla Pembroke (ur. ok. 1225–1230, zm. 1296),
- Małgorzatę de Lusignan (ur. ok. 1226–1228, zm. 1288), żonę Rajmunda VII, hrabiego Tuluzy, potem Aimery’ego IX de Thouars, wicehrabiego Thouars, w trzecim stadle z Godfrydem V de Chateubriant
- Izabelę de Lusignan, panią na Beauvoir sur Mer i de Mercillac (ur. 1234, zm. 1299), żonę Godfryda de Rancon pana na Taillebourg i Maurycego IV de Craon.